# Danh sách cầu thủ Giải bóng đá Ngoại hạng Anh thi đấu hơn 500 trận
Từ khi Premier League thành lập mùa 1992-93, 12 cầu thủ có hơn 500 lần ra sân tại Premier League.
Cầu thủ đầu tiên đạt mốc này là tiền vệ Gary Speed, từng thi đấu cho Leeds United, Everton, Newcastle United và Bolton Wanderers; trận đấu thứ 500 là trận Bolton thắng 4–0 West Ham United ngày 9 tháng 12 năm 2006. Speed giữ kỉ lục ra sân nhiều trận nhất tới 14 tháng 2 năm 2009, khi thủ môn David James thi đấu trận thứ 536, cho Portsmouth gặp đội bóng cũ Manchester City. James kết thúc với 572 lần ra sân, kỷ lục bị phá bởi Ryan Giggs ngày 14 tháng 5 năm 2011, tất cả đều là cho Manchester United.
Cầu thủ duy nhất ngoài Vương quốc Anh thi đấu 500 trận tại Premier League là thủ thành người Úc Mark Schwarzer, thi đấu cho Middlesbrough, Fulham, Chelsea và Leicester City.

## Cầu thủ
Đậm cầu thủ còn đang thi đấu tại Premier League.

Nghiêng cầu thủ đang thi đấu ngoài Premier League.
| Thứ hạng | Cầu thủ         | Câu lạc bộ                                                              | Lần ra sân |
| -------- | --------------- | ----------------------------------------------------------------------- | ---------- |
| 1        | Gareth Barry    | Aston Villa,Manchester City,Everton,West Bromwich Albion                | 673        |
| 2        | Ryan Giggs      | Manchester United                                                       | 632        |
| 3        | Frank Lampard   | West Ham United,Swansea City,Chelsea,Manchester City                    | 618        |
| 4        | James Milner    | Leeds United,Newcastle United, Aston Villa, Manchester City, Liverpool  | 588        |
| 5        | David James     | Liverpool, Aston Villa, West Ham United, Manchester City, Portsmouth    | 572        |
| 6        | Gary Speed      | Leeds United, Everton, Newcastle United, Bolton Wanderers               | 535        |
| 7        | Emile Heskey    | Leicester City, Liverpool, Birmingham City, Wigan Athletic, Aston Villa | 516        |
| 8        | Mark Schwarzer  | Middlesbrough, Fulham, Chelsea, Leicester City                          | 514        |
| 9        | Jamie Carragher | Liverpool                                                               | 508        |
| 10       | Phil Neville    | Manchester United, Everton                                              | 505        |
| 11       | Steven Gerrard  | Liverpool                                                               | 504        |
| 11       | Rio Ferdinand   | West Ham United, Leeds United, Manchester United, Queens Park Rangers   | 504        |
| 12       | Sol Campbell    | Tottenham Hotspur, Arsenal, Portsmouth, Newcastle United                | 503        |

Tính tới 17:00, 15 tháng 5 năm 2016 (UTC)